# Ozawainellinae
Ozawainellinae es una subfamilia de foraminíferos bentónicos de la familia Ozawainellidae, de la superfamilia Fusulinoidea, del suborden Fusulinina y del orden Fusulinida. Su rango cronoestratigráfico abarca desde el Viseense (Carbonífero inferior) hasta el Murgabiense (Pérmico superior).

## Discusión
Clasificaciones más recientes incluyen Ozawainellinae en la superfamilia Ozawainelloidea, y en la subclase Fusulinana de la clase Fusulinata.

## Clasificación
Ozawainellinae incluye a los siguientes géneros:
- Chenella †
- Eostaffelloides †
- Millerella †
- Ozawainella †
- Parareichelina †
- Pseudokahlerina †
- Pseudonovella †
- Pseudoreichelina †
- Rectomillerella †
- Reichelina †
- Sichotenella †

Otros géneros considerados en Ozawainellinae son:
- Baudiella †, aceptado como Parareichelina
- Moscoviella †, aceptado como Ozawainella